# David Zumbach
David Zumbach (Aarau, 20 maart 1984) is een Zwitserse atleet, die is gespecialiseerd in het hoogspringen.
Zumbach begon in 1993 met atletiek bij BTV Aarau. In 2000 begon hij zich toe te leggen op het hoogspringen. Sinds november 2007 door Philipp en Daniel Osterwalder getraind. Hiervoor trainde hij zes jaar onder leiding van Ruedi Nyffenegger. Zumbach was student aan de Universiteit Zürich. Inmiddels is Zumbach gestopt met hoogspringen.

## Titels
- Zwitsers kampioen hoogspringen (outdoor) - 2007, 2008, 2009
- Zwitsers kampioen hoogspringen (indoor) - 2006
- Zwitsers jeugdkampioen hoogspringen - 2002

## Persoonlijke records
| Onderdeel              | Prestatie | Datum           | Plaats   |
| ---------------------- | --------- | --------------- | -------- |
| hoogspringen (outdoor) | 2,14 m    | 5 juni 2006     | Zofingen |
| hoogspringen (indoor)  | 2,16 m    | 22 januari 2006 | Unna     |